# Cartierul Budai Nagy Antal (Târgu Mureș)
Cartierul Budai Nagy Antal ori numai Budai (în maghiară Budai Nagy Antal negyed) este un cartier din Târgu Mureș care poartă numele lui Antal Budai, unul din conducătorii Răscoalei de la Bobâlna (1437-1438).

## Artere
Străzile cele mai importante sunt:
- Strada Gheorghe Doja, care traversează sudul orașului, continuând cu DN15 spre Cluj
- Bulevardul 1 decembrie 1918, care traversează vestul orașului, continuând cu DN13 spre Sighișoara
- Strada Budai Nagy Antal, care leagă Cartierul cu Tudor
- Strada Tudor Vladimirescu, fosta denumire: Strada Poklos

## Istoric
Potrivit documentelor strada Budai Nagy Antal apare deja în 1805 sub denumirea de „a Kis uttza felől pedig a Királly kut felé által járo szekér ut”. În anul 1900 a primit denumirea civică de strada Dósa Elek, pe care a păstrat între 1900-1920 și 1940-1946. Din 1946 până în prezent principala arteră din cartier poartă numele lui Budai Nagy Antal. 
Prima ridicare topografică amănunțită a intravilanului municipiului Târgu Mureș, de fapt o hartă cadastrală detaliată, a fost realizată în perioada dualistă între 1896–1899 de către inginerul Elemér Pompéry. Astfel, se poate vedea cum a crescut densitatea construcțiilor în zona străzii Predeal de astăzi (în 1898 este definită ca o secțiune a străzii Deák kültelek), care în mare parte este parcelată și construită până la intersecția cu actuala stradă Budai Nagy Antal (cea din urmă apare și pe harta din 1865, iar în 1898 figurează cu numele de Királykút köz), parcelată și ea pe latura de vest. 

Regularizarea pârâului Poklos a reprezentat o preocupare prioritară a municipalității, mai ales după ce centrul administrativ urma să fie dezvoltat în apropierea pârâului, iar intravilanul construit al orașului a depășit linia pârâului. Lucrări minore de regularizare au fost realizate în 1905 în zona cartierului Budai de astăzi, iar podul în zona străzii Gheorghe Doja a fost realizat între 1905–1906. Lucrările de regularizare au fost continuate în 1912 pe tronsonul extins până la strada Budai Nagy Antal de astăzi.Preocuparea orașului pentru continuarea regularizării a rămas constantă de-a lungul timpurilor.

## Locuri
- Ansamblul urban „Case muncitorești” (monument istoric, cod LMI: MS-II-a-B-15458), situat pe str. Budai Nagy Antal, între nr. 7-35

## Instituții
- Secția Clinică de Neuropsihiatrie Infantilă
- Secția Clinică de Chirurgie Orală și Maxilo-Facială
- Policlinica nr. 2
- Școala Gimnazială Dacia